# Deauville
Deauville – miejscowość i gmina we Francji, w regionie Normandia, w departamencie Calvados, położona nad ujściem rzeki Touques do kanału La Manche.
Według danych na rok 1990 gminę zamieszkiwało 4261 osób, a gęstość zaludnienia wynosiła 1194 osoby/km² (wśród 1815 gmin Dolnej Normandii Deauville plasuje się na 44. miejscu pod względem liczby ludności, natomiast pod względem powierzchni na miejscu 1003.).